# Museo de Historia Militar de Viena
El Museo de Historia Militar de Viena (en alemán: Heeresgeschichtliches Museum) es el museo del ejército austríaco. Es el museo de historia militar más antiguo del mundo y el más grande construido con este propósito.
Documenta la historia del ejército austriaco a partir del siglo XVI hasta el 1955.
El museo se encuentra en el arsenal de Viena, en el barrio de Landstraße, cerca del Belvedere.

## El edificio del museo y su historia

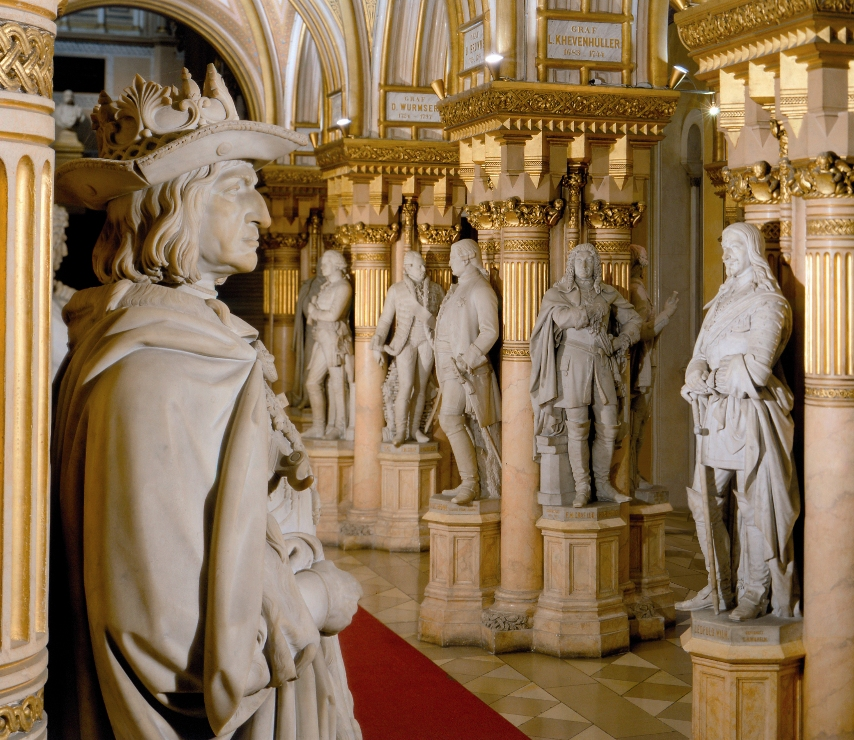
Feldherrenhalle

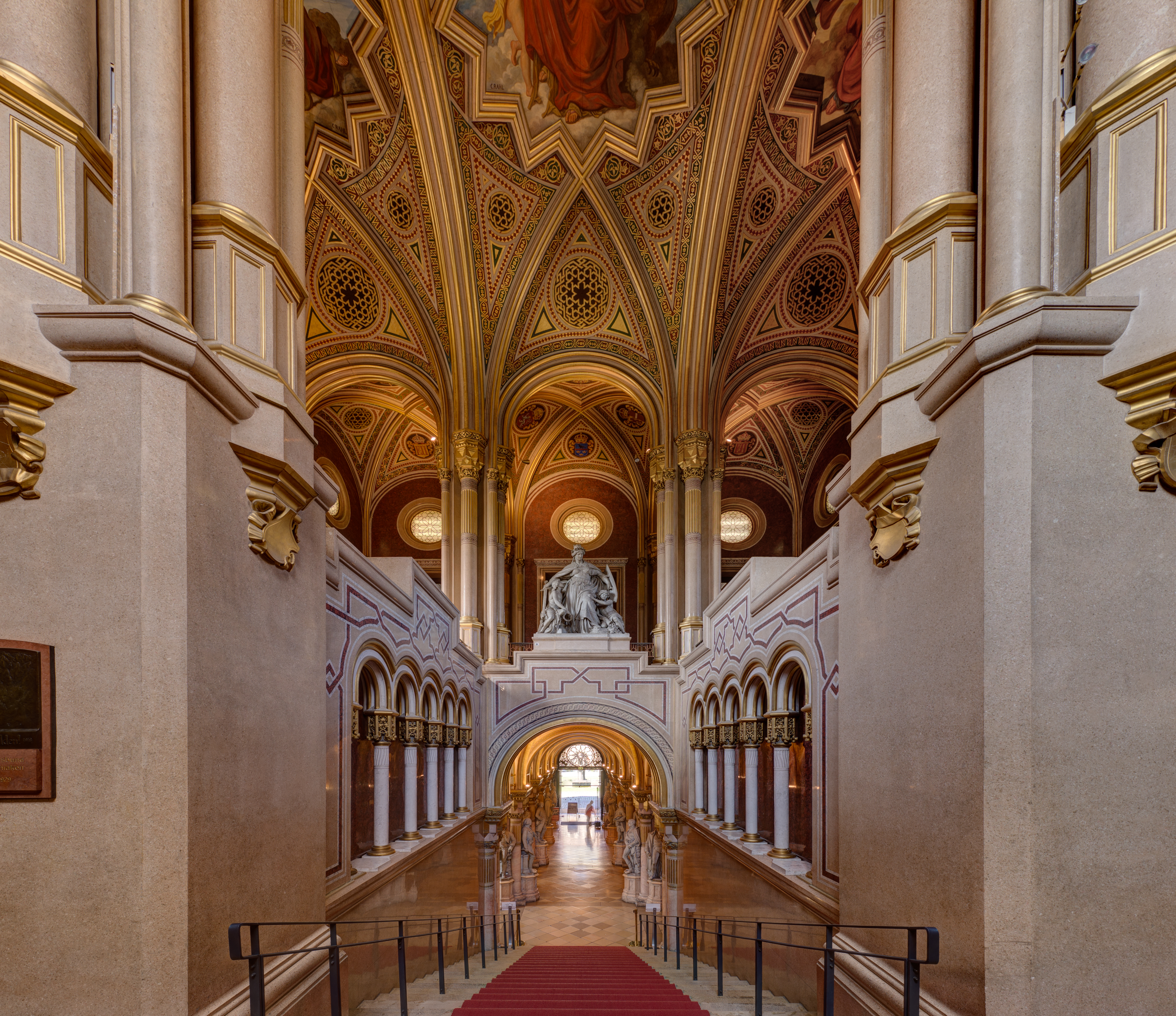
Escaleras

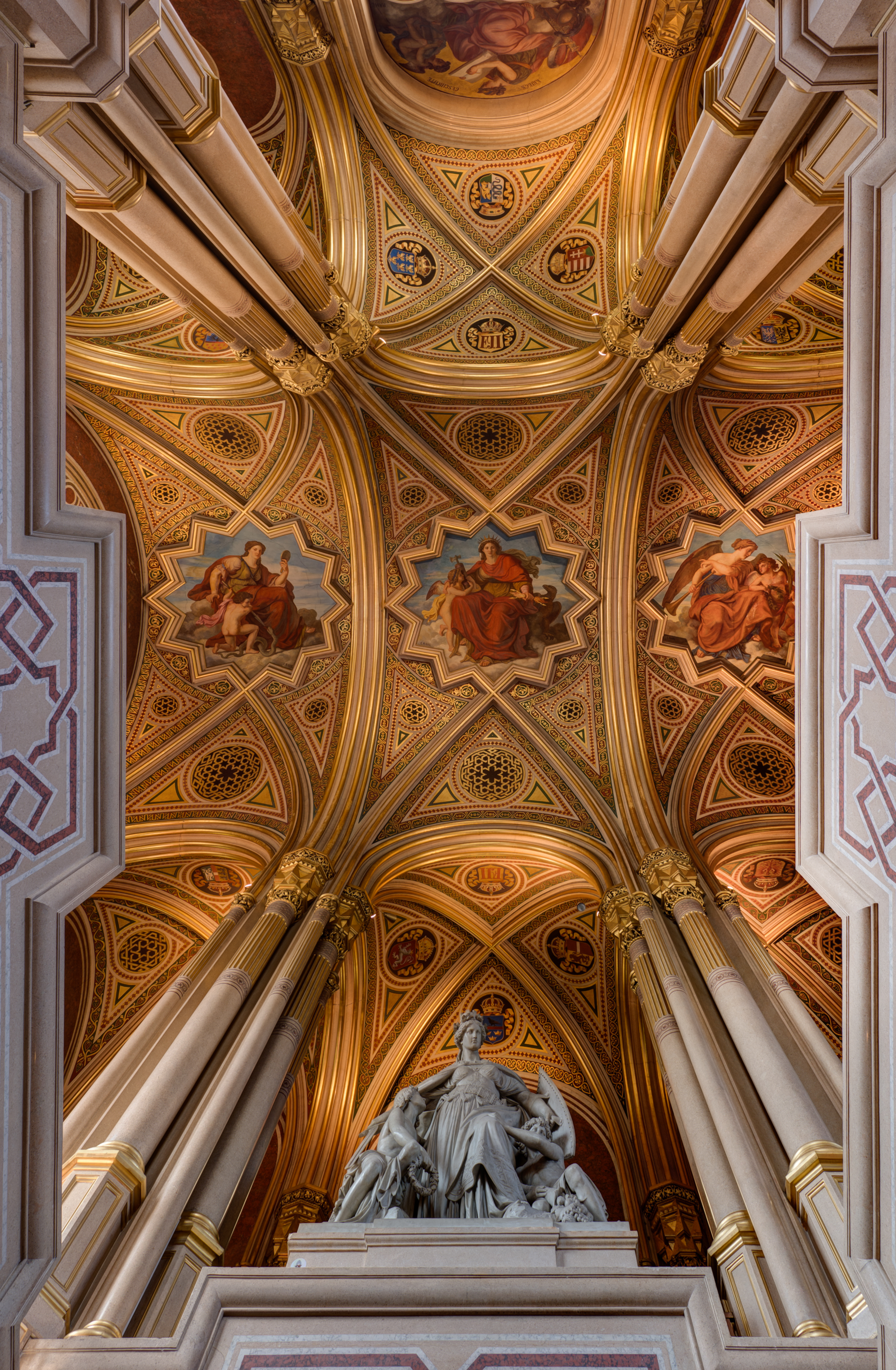
Techo sobre las escaleras

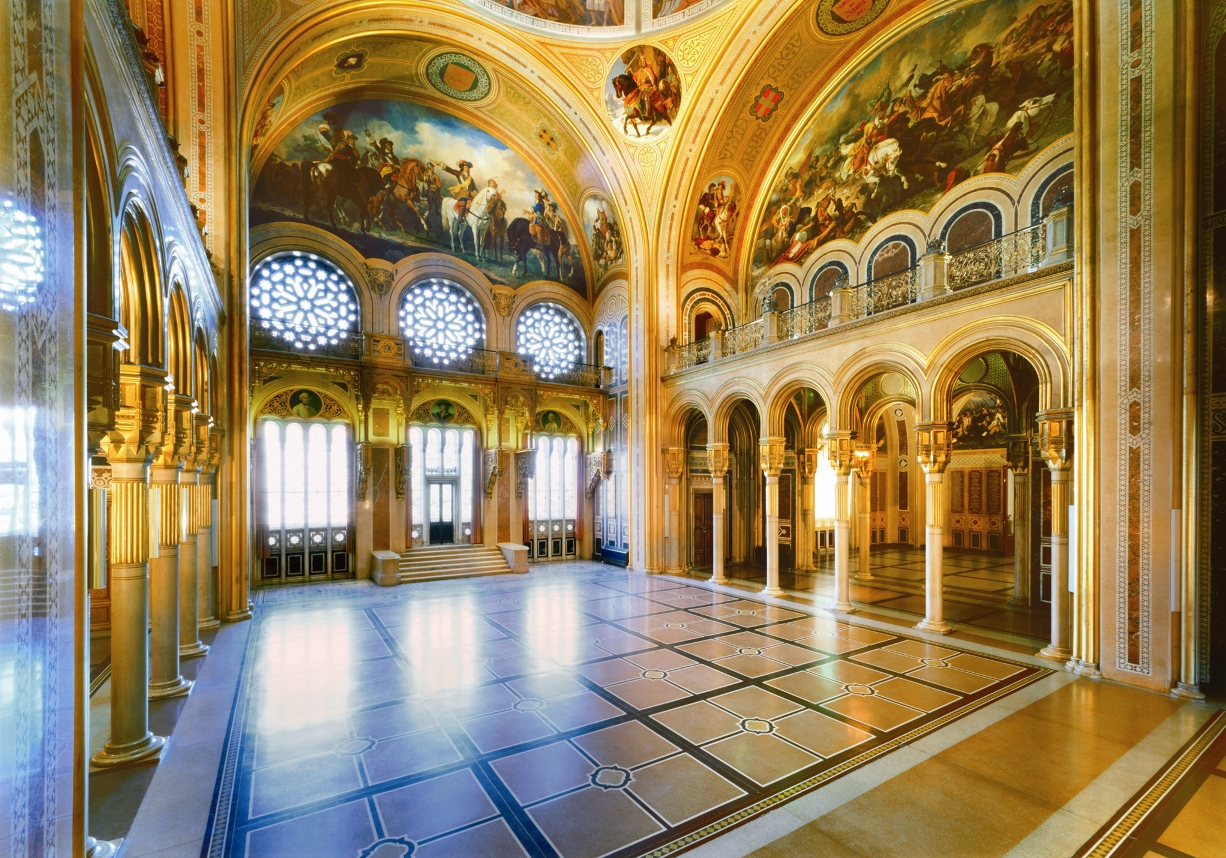
Ruhmeshalle

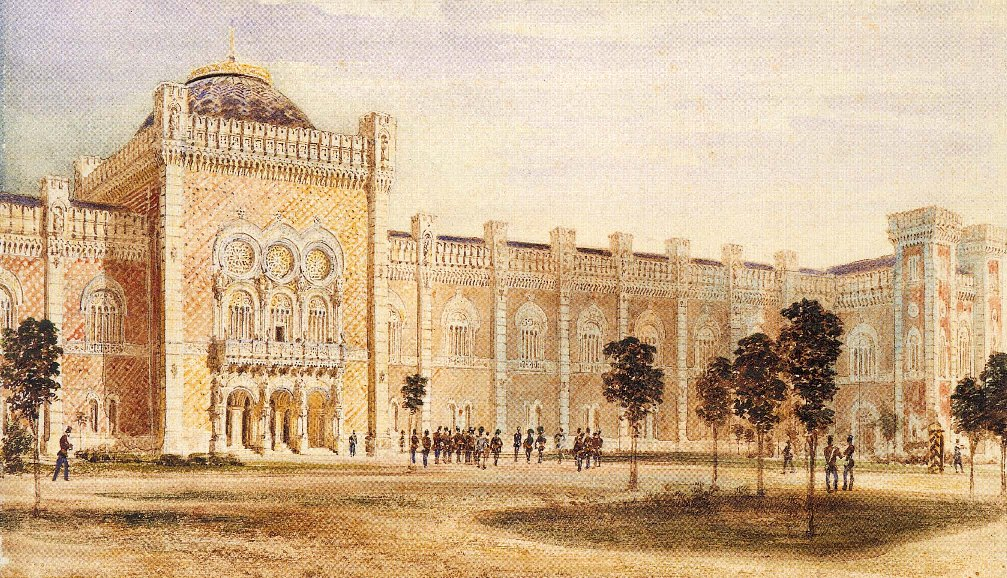
Rudolf von Alt: Acuarela, 1857

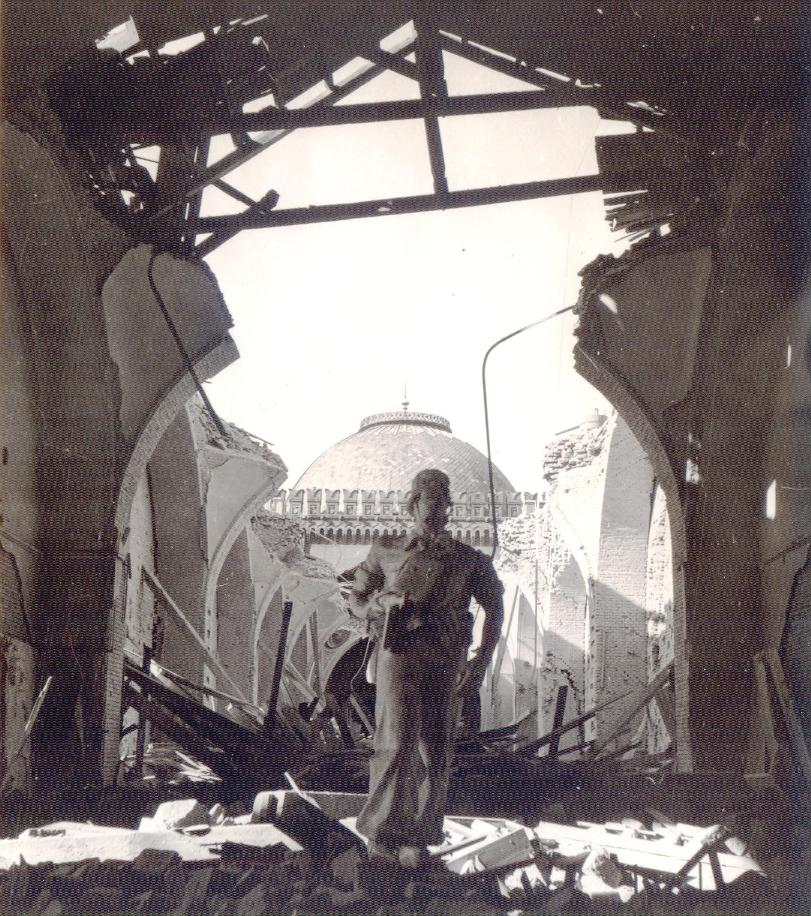
La destrucción causada en el ala norte por los bombardeos aéreos en 1944

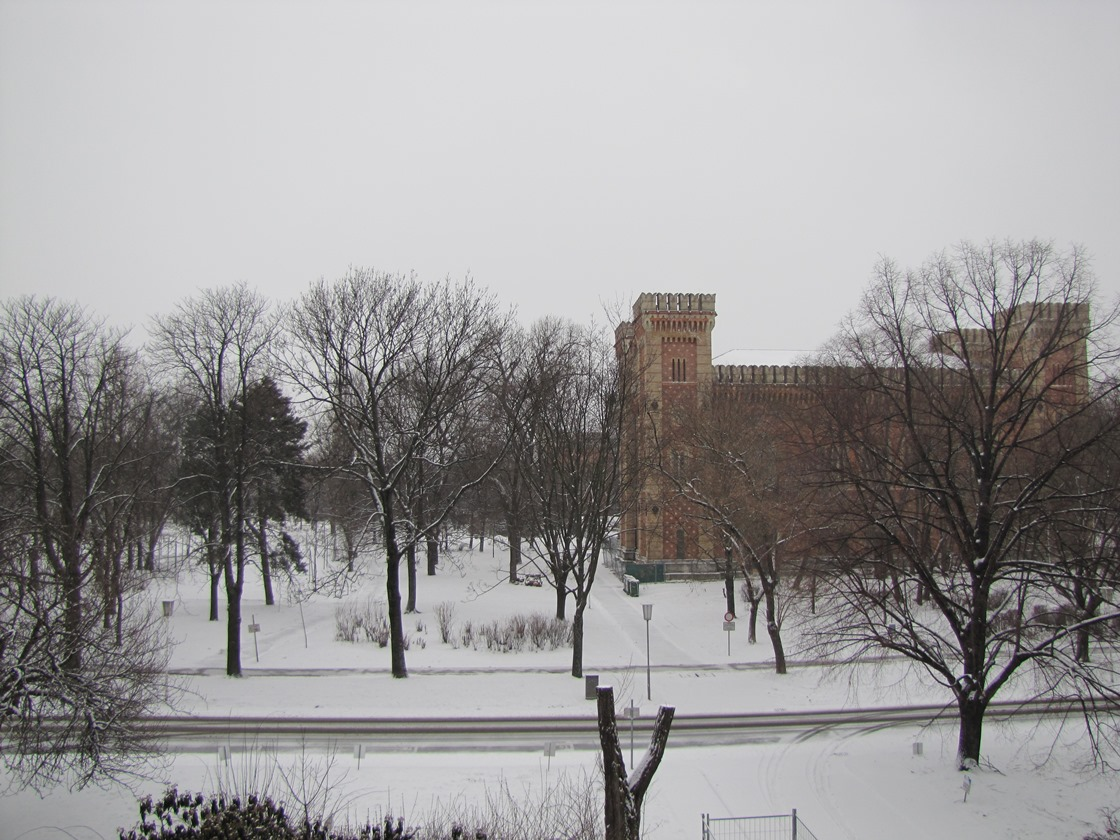
Vista oriental del Museo

El edificio del museo (objeto número 18 del Arsenal) es la pieza central del Arsenal de Viena, un enorme complejo militar que anteriormente constaba de un total de 72 edificios erigidos a raíz de la revolución de 1848/49. El Arsenal fue el proyecto de construcción más grande del joven kaiser Francisco José I de Austria en sus primeros años de reinado, y sirvió para consolidar su posición de poder neoabsolutista, como opuesta a la revolucionaria Viena de 1848. Fue el arquitecto de origen danés Theophil Hansen quien diseñó lo que fue entonces referido como museo de armas. El museo se completó el 8 de mayo de 1856, solo seis años después del comienzo de la construcción (15 de abril de 1850), convirtiéndose en el edificio museístico, planeado y ejecutado como tal, más antiguo en Austria. En el momento de su construcción, el Arsenal estaba ubicado fuera del anillo exterior de fortificaciones; en 1850, sin embargo, el área se incorporó a Viena junto con el Favoriten original (Cuarto Distrito; a partir de 1874, 10.º Distrito; desde 1938, el Arsenal forma parte del 3.er Distrito de Viena). A lo largo del lado suroeste del Arsenal corría el  ferrocarril Viena-Raab, para el cual se había abierto en 1848 la estación principal de Viena, el Wiener Bahnhof.

### Fachada
El proyecto de Hansen preveía un edificio de 235 metros de largo con secciones transversales sobresalientes y torres en esquina, y un segmento central en forma de torre de planta cuadrada, coronado con una cúpula de una altura total de 43 metros. Al igual que muchos otros edificios historicistas tomaron prestados modelos de la arquitectura histórica, Hansen eligió el Arsenal de Venecia, construido después de 1104, como su prototipo. Tomó prestados elementos de estilo bizantino, agregando algunos elementos góticos en el proceso. Lo que realmente destaca es la característica estructura de ladrillo. La obra de albañilería, que consta de ladrillos de dos tonos, está decorada con adornos de terracota y cierres de hierro forjado: la segmentación de la fachada se destaca en piedra natural, y el Avant-corps está ricamente ornamentado, con elementos como las tres ventanas redondas en el frente de las alas laterales La sección del ático ricamente adornada está bordeada por una magnífica banda lombarda que recuerda a los palacios florentinos. El almenado de cola de milano se ve interrumpida por torretas en los ejes de las alas laterales y en las esquinas de la parte central del edificio, con esculturas de trofeos de terracota colocadas dentro de sus alcobas. Representaciones alegóricas de virtudes militares hechas de piedra arenisca se presentan en y frente a la fachada, creada por Hans Gasser, uno de los escultores más influyentes de su tiempo. Justo debajo de las ventanas redondas, las figuras femeninas (de izquierda a derecha) representan la Fuerza, Vigilancia, Piedad y Sabiduría; Junto a las tres aberturas que conducen al vestíbulo hay cuatro figuras masculinas, que representan la Valentía, la Lealtad a la bandera, el sacrificio personal y la inteligencia militar.

Detalles de la fachada principal
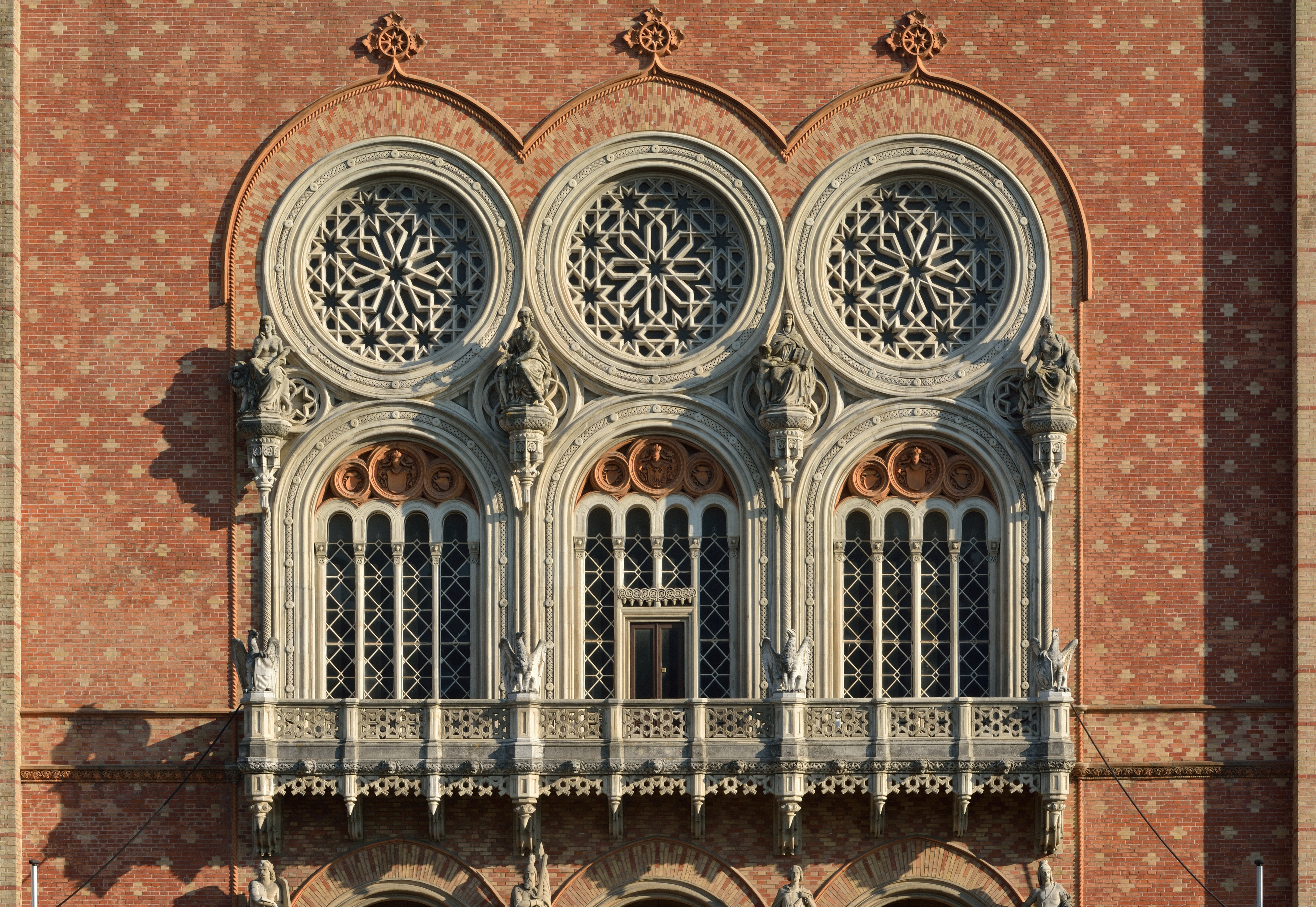
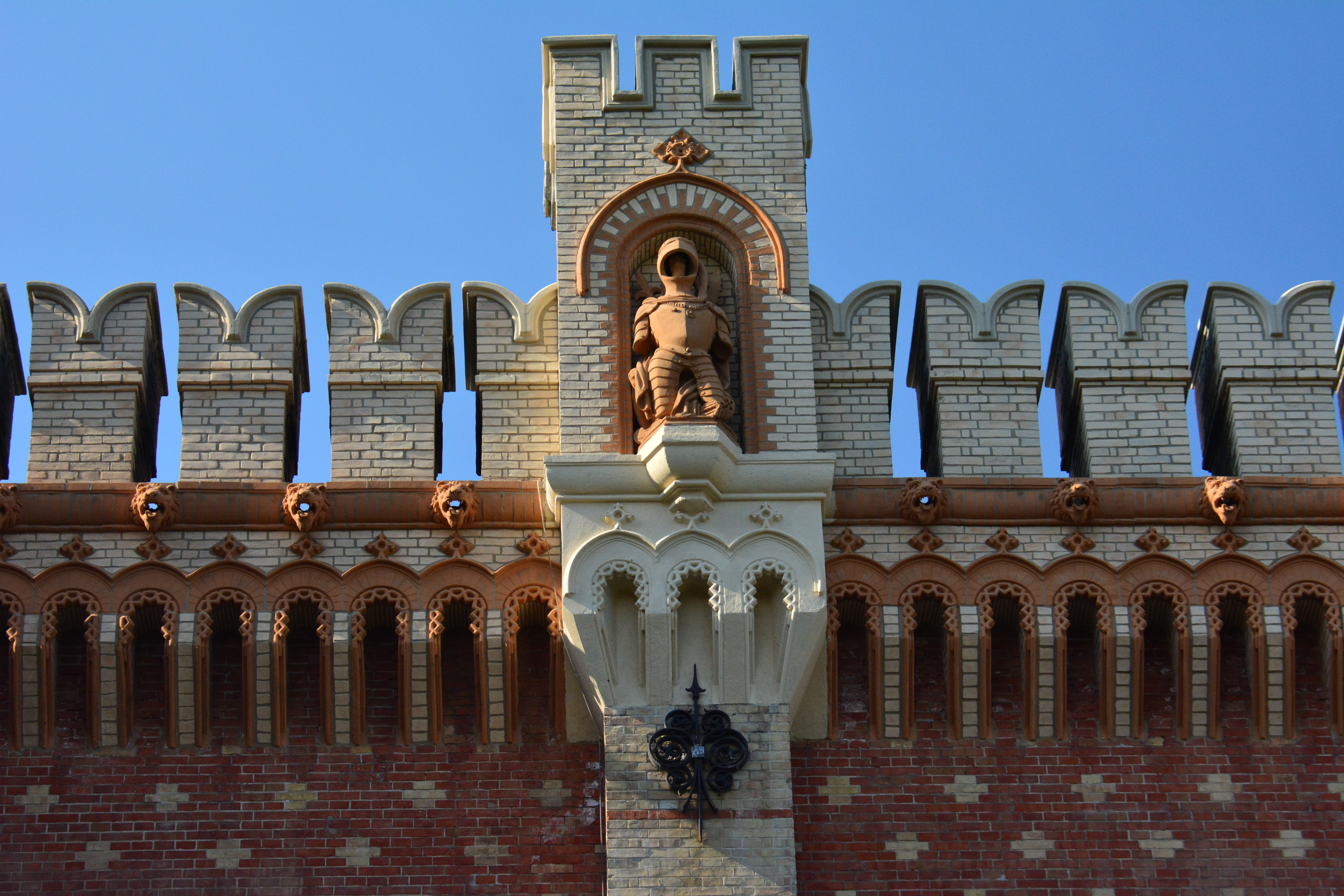
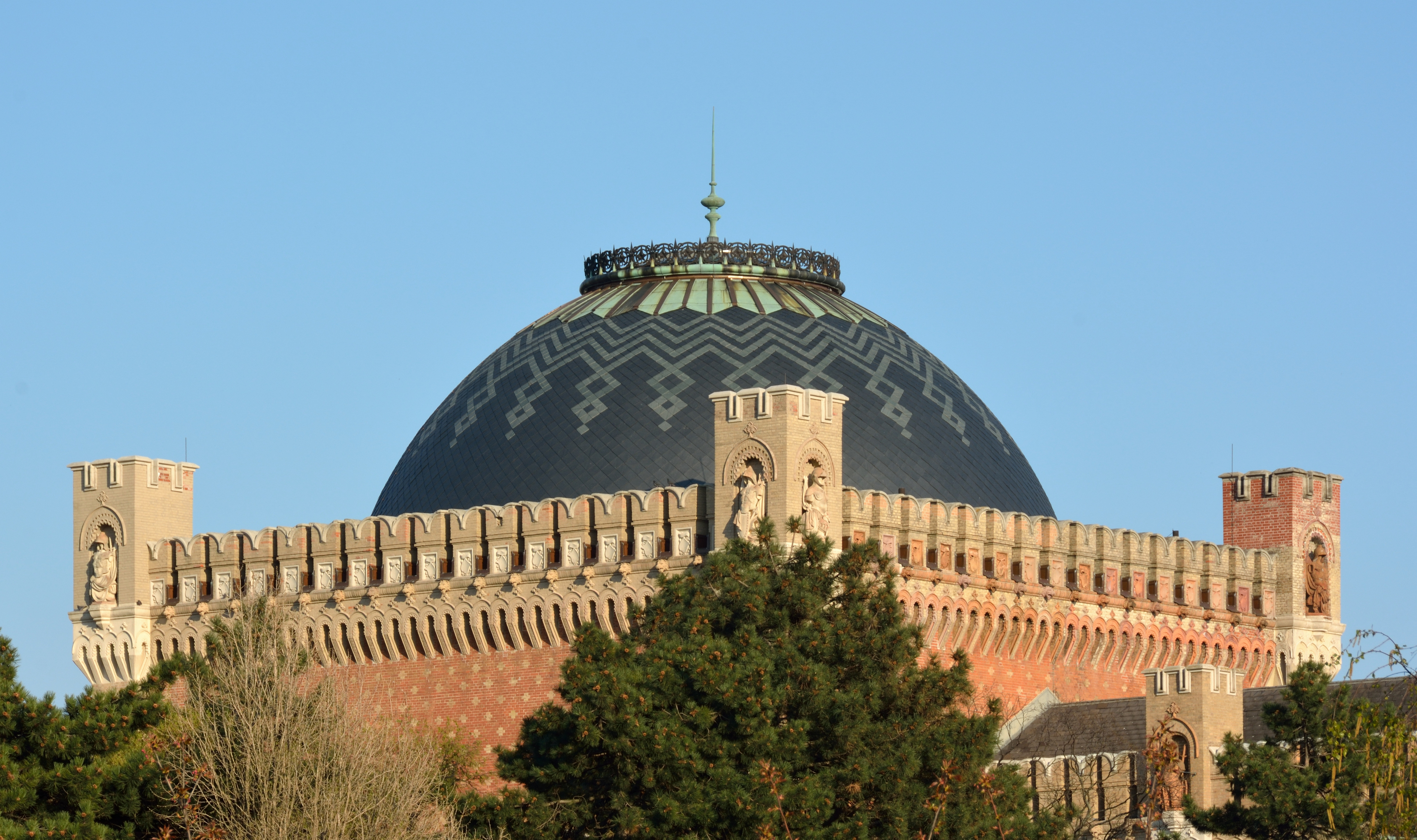
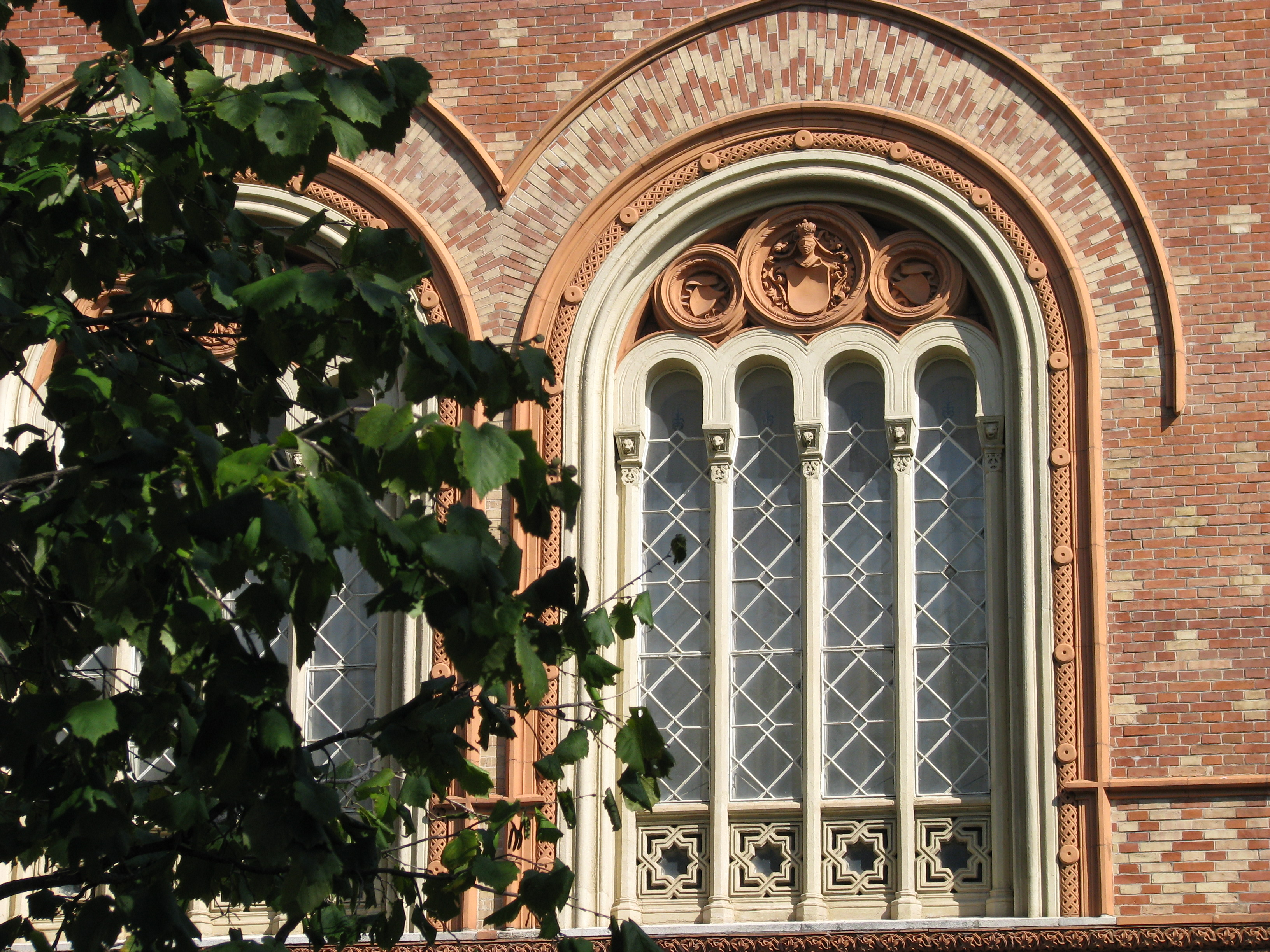